# Egenfrekvens
 Der er for få eller ingen kildehenvisninger i denne artikel, hvilket er et problem. Du kan hjælpe ved at angive troværdige kilder til de påstande, som fremføres i artiklen.

Egenfrekvens eller resonansfrekvens er den frekvens som ting vil vibrere med når de bliver påvirket af slag, vind, jordrystelser og anden fysisk indflydelse.
Hvis et andet system svinger med samme frekvens vil der kunne opstå en energioverførsel med øget amplitude til følge.
Fænomenet kaldes resonans, som forårsager høje energiophobninger, som kan have katastrofale virkninger på bygningsværker.
Eksempelvis kan et jordskælv indeholde frekvenser som er lig med en bygnings egenfrekvenser, hvilket får bygningen til at svinge voldsomt med potentiel sammenstyrtning som resultat.
Et andet eksempel er Tacomabroen der styrtede sammen på grund af den store energi, der blev overført fra vinden.

## Trivia
Som forebyggelse kan nævnes at når en stor antal soldater krydser en bro, er det ikke hensigtsmæssigt at de går i takt, hvilket i uheldige tilfælde kan forårsage et sammenfald med broens egenfrekvens, med deraf følgende problemer.
| Fysik | Spire Denne artikel om fysik er en spire som bør udbygges. Du er velkommen til at hjælpe Wikipedia ved at udvide den. |